# A Nottingham Forest FC és a Manchester United FC 1999. február 6-i mérkőzése
A Nottingham Forest FC–Manchester United angol bajnoki mérkőzésre 1999. február 6-án került sor a nottinghami Városi Stadionban. A későbbi angol bajnok és Manchester United és az angol élvonalból kieső Nottingham Forest játszotta a mérkőzést. A találkozót a vendégcsapat nyerte 8–1-re. Ez volt a legnagyobb különbségű idegenbeli győzelem a Premier League történetében.

## Előzmények
A Manchester United csapata több rangadót is vívott februárban. Először január 31-én Yorke 89. percben szerzett góljával verték meg a Charlton Athleticet. A mérkőzést követően elégedetten nyilatkozott Sir Alex Ferguson. A következő ellenfél a Derby County volt. Ezen a mérkőzésen hátrányból fordított, és megnyerte a mérkőzést, így már négy ponttal vezetett a tabellán a Chelsea ellen. Ezt követően jött a Nottingham Forest elleni mérkőzés.

## Mérkőzés összefoglaló
| 1999. február 6. 16:00 (CEST) |

| Nottingham Forest | 1–8               | Manchester United                             |
| ----------------- | ----------------- | --------------------------------------------- |
| Rogers 6'         | (1–2) Jegyzőkönyv | Yorke 2' 67' Cole 7' 50' Solskjær 80' 88' 90' |

| Városi Stadion, Nottingham Nézőszám: 30,025 Játékvezető: Paul Alcock (angol) |

| Nottingham Forest | Manchester United |

| GK           | 1  | Dave Beasant            |     |     |
| RB           | 30 | John Harkes             |     |     |
| CB           | 15 | Craig Armstrong         |     | 84' |
| CB           | 6  | Jon Olav Hjelde         |     |     |
| LB           | 3  | Alan Rogers             |     |     |
| RM           | 7  | Steve Stone             |     |     |
| CM           | 20 | Carlton Palmer          |     |     |
| CM           | 10 | Andy Johnson            |     |     |
| LM           | 8  | Scot Gemmill            |     | 57' |
| CF           | 40 | Pierre van Hooijdonk    |     |     |
| CF           | 19 | Jean-Claude Darcheville |     | 26' |
| Cserék:      |    |                         |     |     |
| GK           | 13 | Mark Crossley           |     |     |
| DF           | 25 | Jesper Mattsson         |     | 57' |
| MF           | 11 | Chris Bart-Williams     |     |     |
| MF           | 31 | Hugo Porfírio           | 79' | 74' |
| FW           | 14 | Dougie Freedman         |     | 26' |
| Edző:        |    |                         |     |     |
| Ron Atkinson |    |                         |     |     |

| GK            | 1  | Peter Schmeichel     |     |     |
| RB            | 2  | Gary Neville         |     |     |
| CB            | 5  | Ronny Johnsen        |     |     |
| CB            | 6  | Jaap Stam            |     |     |
| LB            | 12 | Phil Neville         | 81' |     |
| RM            | 7  | David Beckham        |     |     |
| CM            | 18 | Paul Scholes         |     |     |
| CM            | 16 | Roy Keane (Csk.)     | 37' | 72' |
| LM            | 15 | Jesper Blomqvist     |     | 86' |
| CF            | 19 | Dwight Yorke         |     | 72' |
| CF            | 9  | Andy Cole            |     |     |
| Cserék:       |    |                      |     |     |
| GK            | 17 | Raimond van der Gouw |     |     |
| DF            | 4  | David May            |     |     |
| DF            | 13 | John Curtis          |     | 72' |
| MF            | 8  | Nicky Butt           |     | 86' |
| FW            | 20 | Ole Gunnar Solskjær  |     | 72' |
| Edző:         |    |                      |     |     |
| Alex Ferguson |    |                      |     |     |

## Következmények
A mérkőzés után Ron Atkinson kijelentette, hogy a Manchester United a legjobb csapat a Premier League az évi szezonjában. A bajnokság végén a manchesteri csapat 1 ponttal megelőzve az második helyezett Arsenált, és 4 ponttal a harmadik Chelseát, így bajnok lett. A Nottingham Forest pedig 11 ponttal lemaradva a bennmaradást jelentő 17. helytől, utolsóként kiesett az angol első osztályból.